# Ossip-K.-Flechtheim-Preis
Der Flechtheimpreis für Demokratie und Menschenrechte (auch Ossip-K.-Flechtheim-Preis genannt) ist eine Auszeichnung, mit der ein außerordentliches Engagement für die Menschenrechte gewürdigt werden soll. Er wird seit 2002 in der Regel alle zwei Jahre an eine Persönlichkeit des öffentlichen Lebens, eine Projekt-Gruppe oder Institution verliehen, die sich auf wissenschaftlichem, politischem, weltanschaulich-philosophischem oder künstlerischem Gebiet oder durch praktisches soziales Engagement für die Verwirklichung humanistischer Werte und Ziele eingesetzt hat.
Stifter ist der Humanistische Verband Deutschlands (HVD), der den Preis für besondere Leistungen bei der „Förderung von Aufklärung, Toleranz und Selbstbestimmung“ in der deutschen Gesellschaft verleiht. Er ist mit 10.000 Euro dotiert (anfangs nur 2.500 Euro) und nach demOolitikwissenschaftler und Zukunftsforscher Ossip K. Flechtheim benannt.
Neben dem Hauptpreis für das Lebenswerk verleiht der Humanistische Verband Deutschlands zusätzlich einen „Anerkennungspreis“. Diesen Preis erhielt im Juni 2004 die „Sektionsgruppe gegen Menschenrechts-Verletzungen aufgrund sexueller Identität“ von Amnesty International.

## Lebenswerk-Preisträger
- 2002: Konrad Riggenmann; wurde bekannt durch seinen Kampf als Lehrer gegen die Vorschrift, dass in bayerischen Klassenzimmern ein Kreuz aufgehängt werden muss
- 2004: Peter Grottian; Berliner Sozialwissenschaftler
- 2006: Seyran Ateş; Rechtsanwältin
- 2009: Michael de Ridder; Arzt und Patientenrechtler
- 2011: Stiftung Zurückgeben; Stiftung zur Förderung jüdischer Frauen in Kunst und Wissenschaft[2]
- 2013: Gedenktort-T4; Projekt zur Erinnerung an die Opfer der nationalsozialistischen „Euthanasie“-Morde
- 2015: Mohamed Ibrahim und Shemi Shabat; für ihr Workshops zum Nahostkonflikt, die sie als palästinensisch-israelisches Trainer-Team für Schüler und Multiplikator seit 2008 durchführen.
- 2018: Dunja Hayali für ihre journalistische Berufsausübung mit „Rückgrat, Mut, Empathie und Selbstreflexion“ (Jury)[3]

## Belege
1. ↑  Flechtheim-Preis für Demokratie und Menschenrechte, Humanismus Stiftung Berlin, abgerufen am 23. Juni 2018.
2. ↑  Humanismus Stiftung Berlin - Flechtheim-Preis für Demokratie und Menschenrechte. Abgerufen am 8. November 2019.
3. ↑  Dunja Hayali erhält Flechtheimpreis für Demokratie und Menschenrechte, hpd vom 22. Juni 2018, abgerufen am 23. Juni 2018.